# Rue du Borrégo
La rue du Borrégo est une voie du 20e arrondissement de Paris, en France.

## Situation et accès
La rue du Borrégo est une voie publique située dans le 20e arrondissement de Paris. Elle débute au 154, rue Pelleport et se termine au 77, rue Haxo.

## Origine du nom
Le nom de la rue perpétue le souvenir de la bataille de Cerro del Borrego qui eut lieu en 1862, où les Français l'emportent sur les Mexicains, au cours de l'expédition du Mexique.

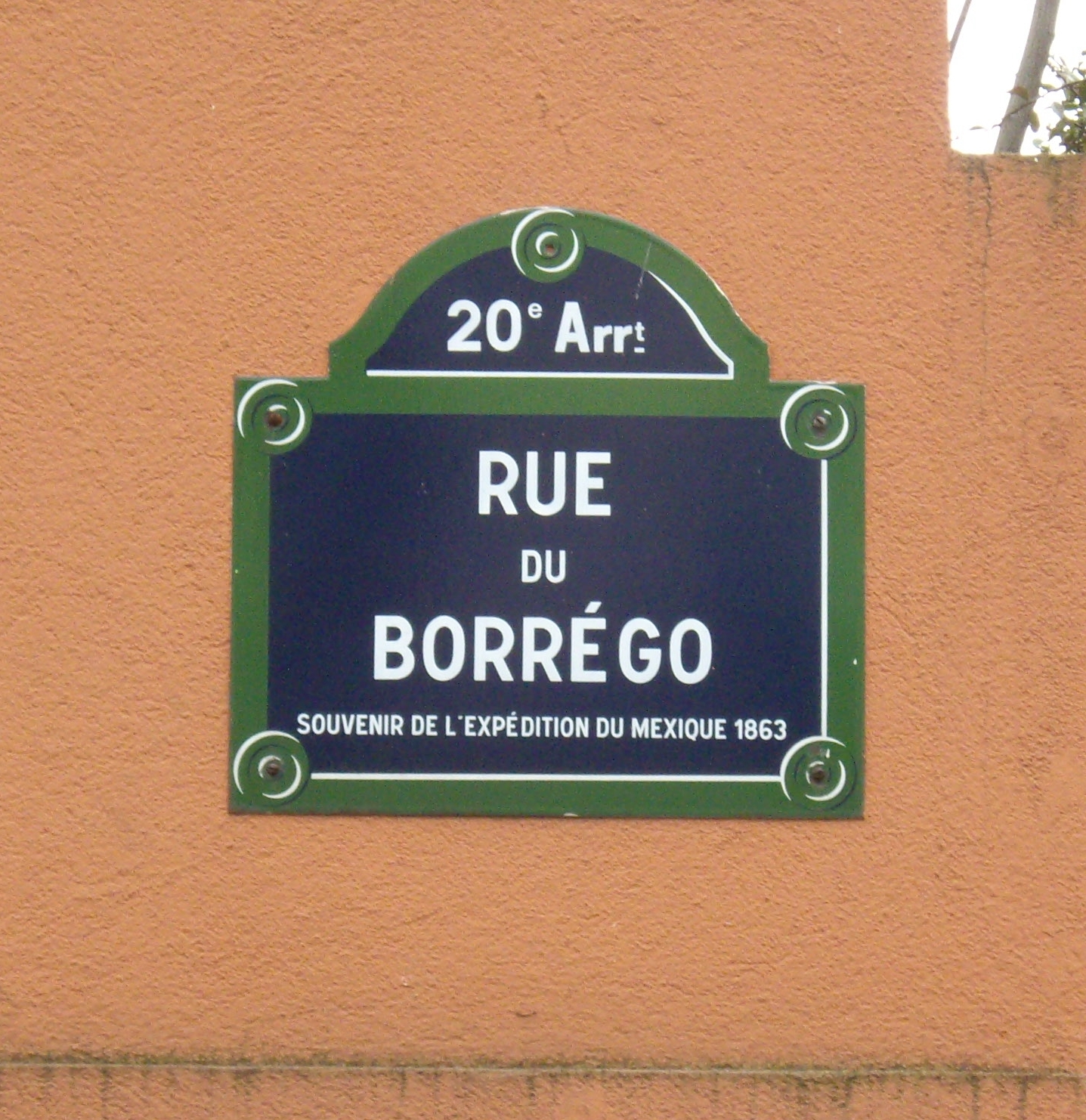
Plaque de rue de la rue du Borrégo.

## Historique

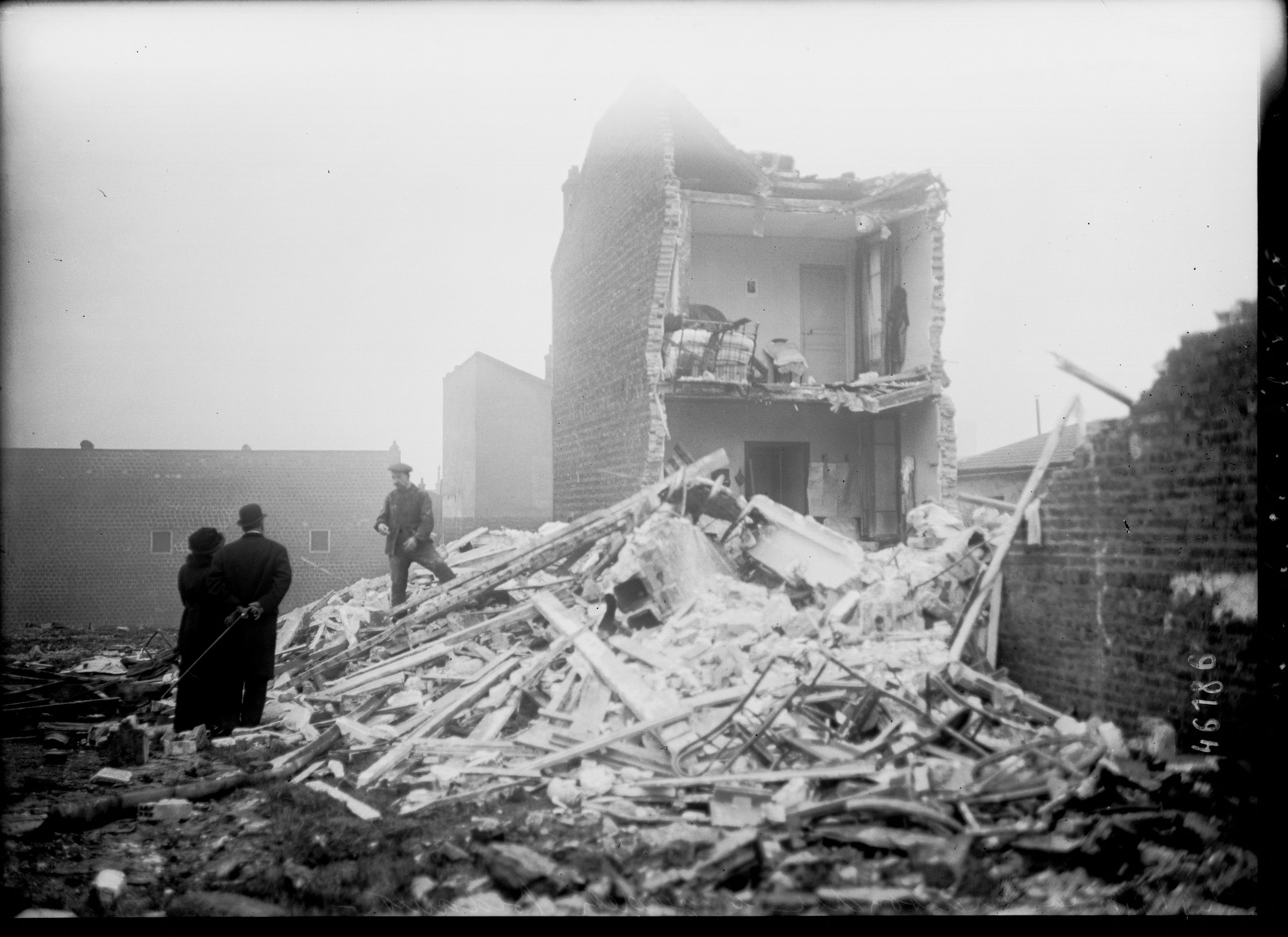
Dégâts au 34, rue du Borrégo lors du bombardement de Paris par des zeppelins allemands en janvier 1916.

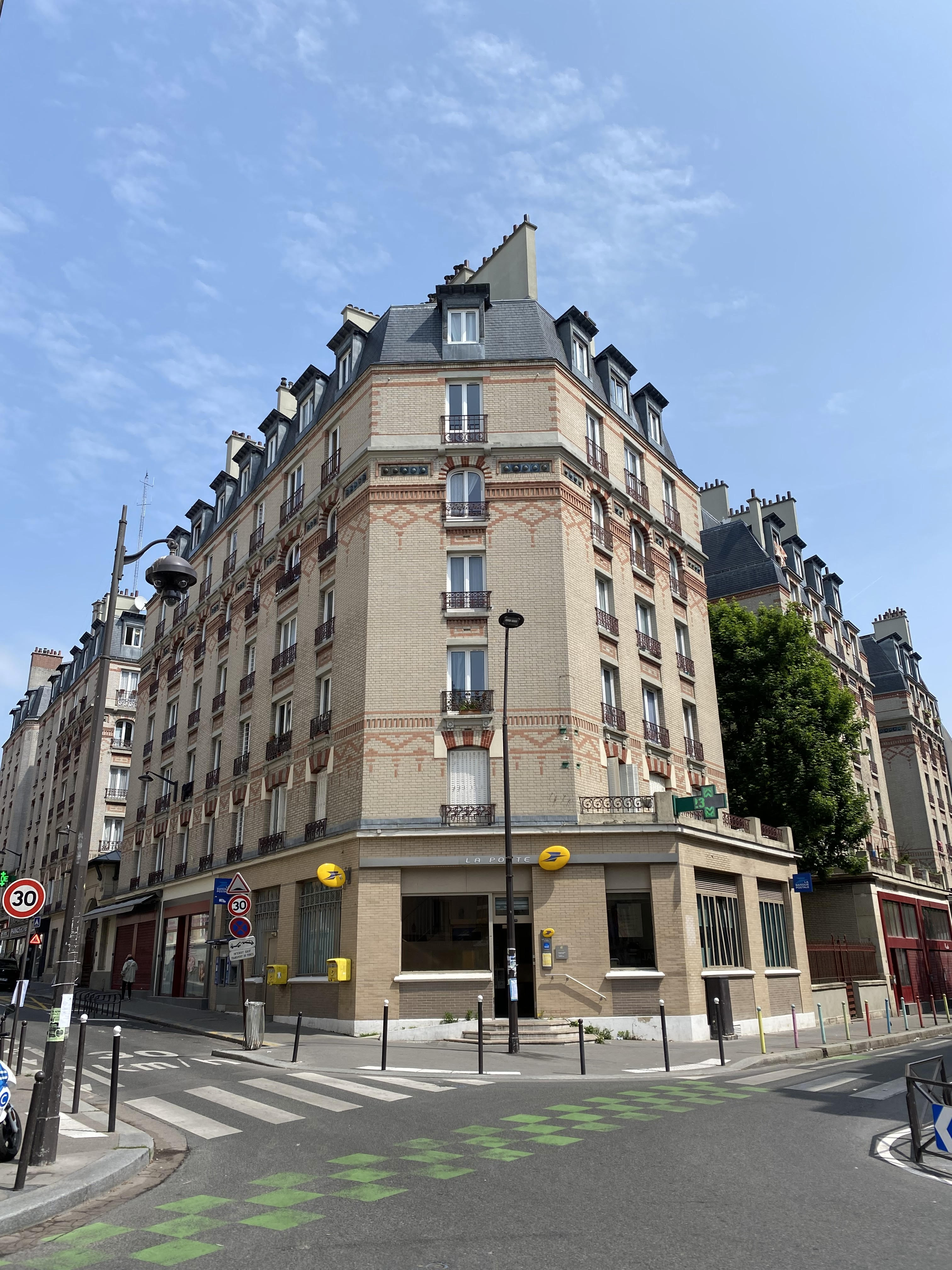
La Poste, au croisement avec la rue du Télégraphe.

La rue tracée, au cours de la première moitié du XIXe siècle, sur une allée de l'ancien parc du château de Ménilmontant était  la « rue de la Demi Lune » entre les rues Pelleport et du Télégraphe, la « rue de la Fontaine » au-delà, dans l'ancienne commune de Belleville.   
Durant la nuit du 29 janvier 1916, Paris fut bombardé par des zeppelins de l'armée allemande. Au no 34 de la rue du Borrégo, la maison du sous-brigadier Bidault fut détruite, tuant M. Bidault et sa belle-mère et blessant Mme Bidault.
Le 9 août 1918, durant la Première Guerre mondiale, un obus lancé par un  Pariser Kanonen  au 13, rue du Borrégo.
Le 8 avril 1982, au numéro 20 bis de la rue du Borrégo, dans un box de parking loué par Joëlle Aubron, est découverte une cache d'armes du groupe terroriste Action directe,.
Au no 36 se trouve une église protestante.